# 海阳市
海阳市是中国山东省一座县级市，由烟台市代管。海阳市总面积1886.84平方公里，地处黄海之滨、胶东半岛南翼，位于青岛、威海和烟台的中心地带，东与日本、韩国隔海相望。市人民政府位于凤城街道海滨中路196号，拥有优美的海岸线和砂质上乘的沙滩，近年来逐渐成为中国内地的一个热门旅游地点。

## 历史沿革
海阳市二千多年前已有人类居住，上古时代为东夷地，夏、商和西周时期为青州地，春秋战国时期为齐国地，秦汉属胶东郡，唐、宋、元属山东莱州府。明属山东登州府。洪武三十一年（1398年），明廷析登州府地置大嵩卫。清雍正十二年（1734年），清廷裁大嵩卫置海阳县，据《登州府志》：“以其地在海之阳，故名。”1996年中央政府裁县置海阳市。

## 範圍
海阳市总面积1886.84平方公里，总人口69万，东临威海，西接青岛，北连烟台。海阳市作为胶东半岛海滨城市，海路交通发达，从海阳港出发的货运航班连接大连、青岛、宁波、福州、汕头、广州，海阳市城区距胶东三大国际機場均不到60分钟车程，滨海大道西侧经由海即跨海大桥接入青岛市区。

## 行政区划
海阳市下辖4个街道办事处、10个镇：
方圆街道、东村街道、凤城街道、龙山街道、留格庄镇、盘石店镇、郭城镇、徐家店镇、发城镇、小纪镇、行村镇、辛安镇、二十里店镇、朱吴镇和外向型工业加工区。

## 人口
根據第七次全国人口普查結果，截至2020年11月1日零時，海陽市常住人口為582711人。

## 交通
青威高速公路、 荣乌高速横贯东西， 烟海高速、
蓝烟铁路从北部穿过，设徐家店站，青荣城际从北部穿越，设海阳北站。
- 228国道过境。

## 气候植被
海阳市北依胶东半岛崂山山系和昆嵛山系，南面西太平洋，气候宜人。暖温带季风气候，四季分明，降水充沛，冬无严寒，夏无酷暑，年无霜期长达200多天。1970年代以来年平均气温12.0℃，年平均降水量694.5mm。
海阳市四季气候特征如下：春季平均气温10.6℃，降水量119.6mm。由于受海洋气候调节，气温回升缓慢，大部年份无晚霜冻危害，有利于各种农作物及林果的种植、生长和发育。夏季平均气温23.4℃，降水量417.4mm。盛夏盛行东南季风，气候凉爽，是盛夏避暑胜地。秋季平均气温14.2℃，降水量126.6mm。由于北方冷空气的南下，多受大陆变性冷高压控制，秋高气爽，天高云淡。冬季平均气温-0.4℃，降水量30.9mm。虽受大陆气团西北季风控制，但无寒冷干燥之感觉，在山东半岛东西向山脉的阻挡下，冷流降雪少。受黄海海洋气候影响，气温降幅度小，无寒冷之感。

## 城市特点
海阳市是中国首批沿海开放城市之一，有“东方夏威夷”之美誉，为中国优秀旅游城市，中国最佳文化生态城市，亚洲沙滩运动会承办城市。碧海金滩，茂山俊岭，名刹古寺，北国竹林为这个滨海小城的旅游名片。
海阳市地理位置得天独厚，位居胶东半岛三大著名海滨城市的节点，为中国稀有的背山面海坐北朝南的滨海小城，山俊海瀚，自然秀美，南向绵延30余公里的中国最大的天然海滩沙细、浪稳、坡缓、水清，是著名的避暑胜地。“度假的天堂，休闲的家园”是海阳市的城市品牌。
海阳市为亚洲四大体育赛事之一的亚洲沙滩运动会主办地，是中国最大的国际沙雕艺术节所在地，也是中国沙滩排球、沙滩足球国家队训练基地。海阳市拥有亚洲独有的苏格兰林克斯风格海滨高尔夫球场，被美国高尔夫杂志评为中国十大顶级高尔夫球场之一。
海阳境内著名景点有海阳万米海滩浴场、招虎山国家森林公园、云顶竹林自然风景区、丛麻禅院、海阳旭宝国际高尔夫球场、中国海阳国际沙雕艺术公园、中国沙滩排球运动基地、凤城水上运动中心、凤凰滩国家湿地公园、千里岩岛海洋生态系统保护区。

## 亚洲沙滩运动会
海阳市是继印度尼西亚巴厘岛和阿曼马斯喀特之后的2012年亚洲沙滩运动会举办地。作为亚洲四大综合体育赛事之一，海阳市是唯一获得举办资格的中国海滨城市。
2006年12月2日亚奥理事会在卡塔尔多哈宣布，中国海阳市承办2012年亚洲沙滩运动会。2008年4月，亚奥理事会与中国国家体育总局签署了2012亚洲沙滩运动会承办合同。